# ВТТ «АШ»
ВТТ «АШ» (рос. ИТЛ «АШ», ИТЛ и СМУ п/я 29, ИТЛ СМУ 47) — виправно-трудовий табір ГУЛАГ.
Час існування: організований 15.01.52; закритий 29.04.53.

## Підпорядкування і дислокація
- ГУЛПС, у складі БУДІВНИЦТВА 565 І ВТТ з 15.01.52;
- ГУЛАГ МЮ з 02.04.53.

Дислокація: Московська область, м. Дмитров

## Виконувані роботи
- спеціальне будівництво,
- будівництво залізничної гілки,
- будівництво тимчасового житлового селища, виробничих майстерень,
- будівництво перевалочної бази.

## Чисельність з/к
- 26.02.52 — 3905,
- 04.52 — 4661